# قرار مجلس الأمن التابع للأمم المتحدة رقم 345
قرار مجلس الأمن التابع للأمم المتحدة رقم 345، الذي اعتمد في 17 يناير 1974، بعد قرار من الجمعية العامة، قرر المجلس توسيع لغات العمل في مجلس الأمن لتشمل اللغة الصينية. وإلى جانب اللغة الصينية، كانت لغات العمل الأربع الأخرى للمجلس هي الإسبانية والفرنسية والروسية والإسبانية.
وقد اعتمد القرار بدون تصويت.